# Nostoc fuscescens var. carstenszis
Variété
Classification phylogénétique
Nostoc fuscescens var. carstenszis est une variété de Cyanobactéries de l'ordre des Nostocales. Elle a été décrite sur le glacier Carstensz en Indonésie.